# Pomnik Pokoju w Hiroszimie
Pomnik Pokoju albo Kopuła Bomby Atomowej (jap. 原爆ドーム Genbaku Dōmu) – ruiny centrum wystawowego w Hiroszimie zachowane jako pomnik upamiętniający zrzucenie bomb atomowych na Hiroszimę i Nagasaki; stanowi część Parku Pamięci Pokoju w Hiroszimie (jap. 広島平和記念公園, Hiroshima Heiwa Kinen Kōen). W 1996 roku pomnik został wpisany na listę światowego dziedzictwa UNESCO pod nr. ref. 775.

## Historia

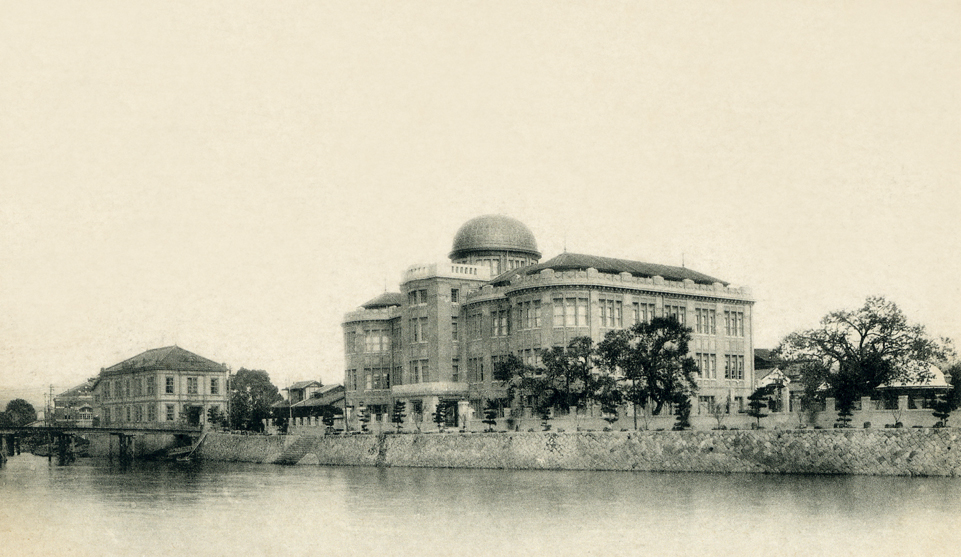
Gmach promocji przemysłu prefektury Hiroszima przed 1945 rokiem

Budynek zaprojektowany jako centrum wystawowe w celu promocji przemysłu prefektury Hiroszima – przez czeskiego architekta Jana Letzla (1880–1925) – został ukończony w 1915 roku. Pięciopiętrowy secesyjny gmach z charakterystyczną 25-metrową kopułą stanął nad brzegiem rzeki Motoyasu w ruchliwej dzielnicy handlowej. W centrum wystawiano obiekty związane z przemysłem, prace rzemieślników z różnych regionów Japonii, a także dzieła sztuki.
Eksplozja po zrzuceniu bomby atomowej 6 sierpnia 1945 miała miejsce w bezpośredniej bliskości hali. Hipocentrum znajdowało się ok. 150 m od niej . Prawie wszystkie budynki w promieniu dwóch kilometrów od hipocentrum zostały zrównane z ziemią. Centrum to jedyny tak blisko położony budynek, który nie uległ całkowitemu zniszczeniu . Wskutek eksplozji zawaliła się większość ścian, a z kopuły ostał się jej żelazny szkielet. Zrujnowany gmach często nazywany jest także Kopułą Bomby Atomowej (jap. 原爆ドーム Genbaku Dōmu) .
W 1949 roku japoński architekt Kenzō Tange (1913–2005) wygrał konkurs na projekt Park Pamięci Pokoju w Hiroszimie, w którym ruiny odgrywały pierwszoplanową rolę. Zostały zabezpieczone w stanie, w jakim znajdowały się po wybuchu . W latach 1951–1955 roku wybudowano Muzeum Pamięci w Hiroszimie, a cały projekt ukończono w 1964 roku .
W 1966 roku rada miasta Hiroszimy uchwaliła rezolucję o zachowaniu ruin po wsze czasy . Pierwsze prace konserwacyjne przeprowadzono w latach 60. XX w., kolejne w latach 90.
W 1996 roku Pomnik Pokoju został wpisany na listę światowego dziedzictwa UNESCO .

## Galeria

Pomnik Pokoju w Hiroszimie
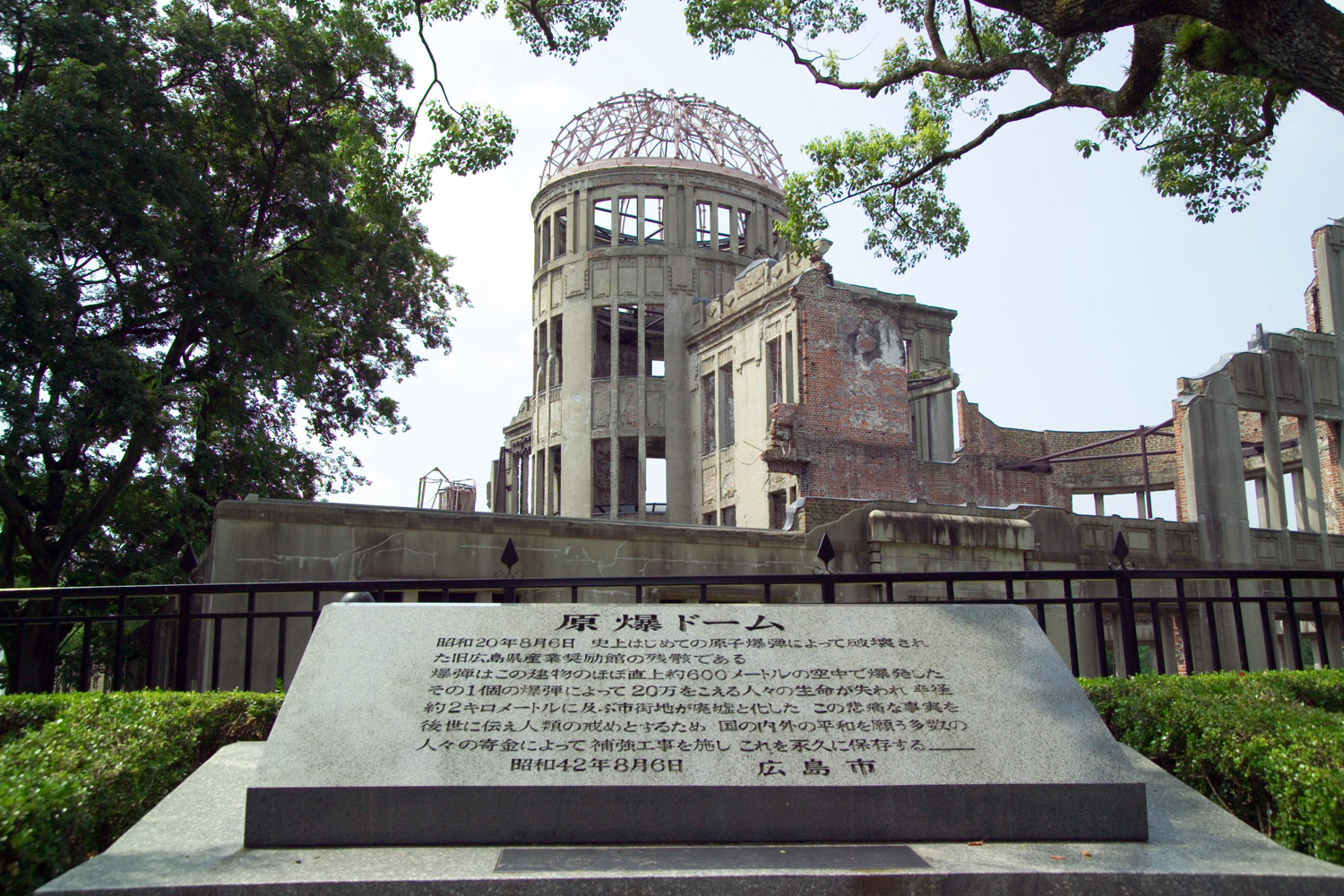
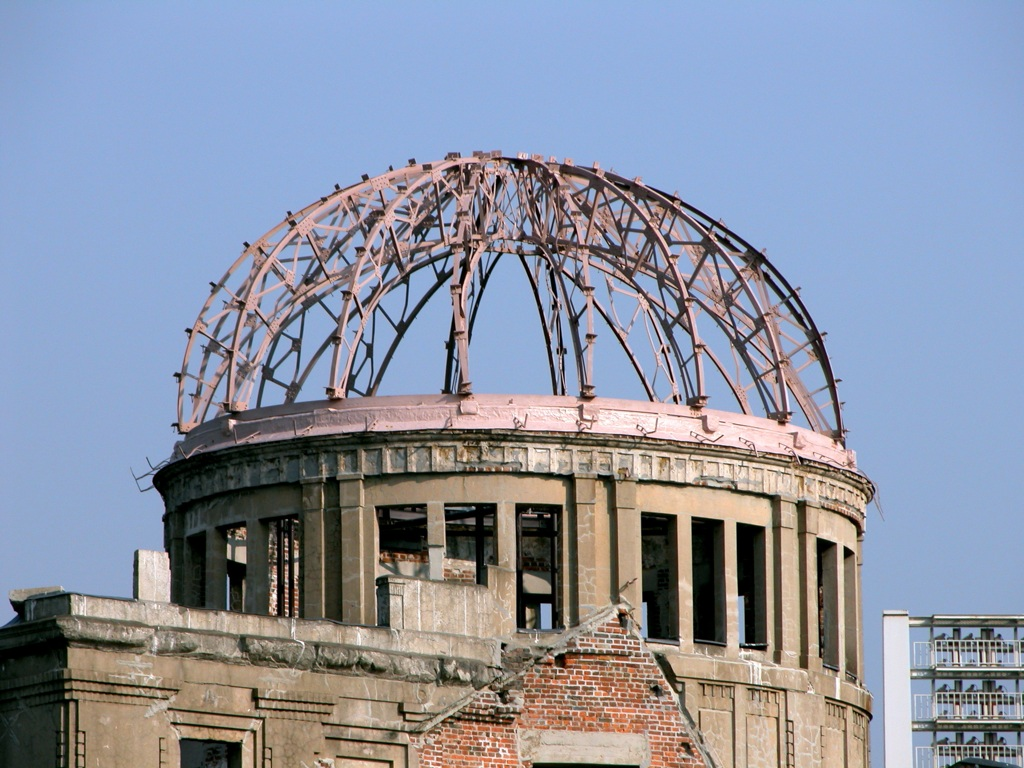
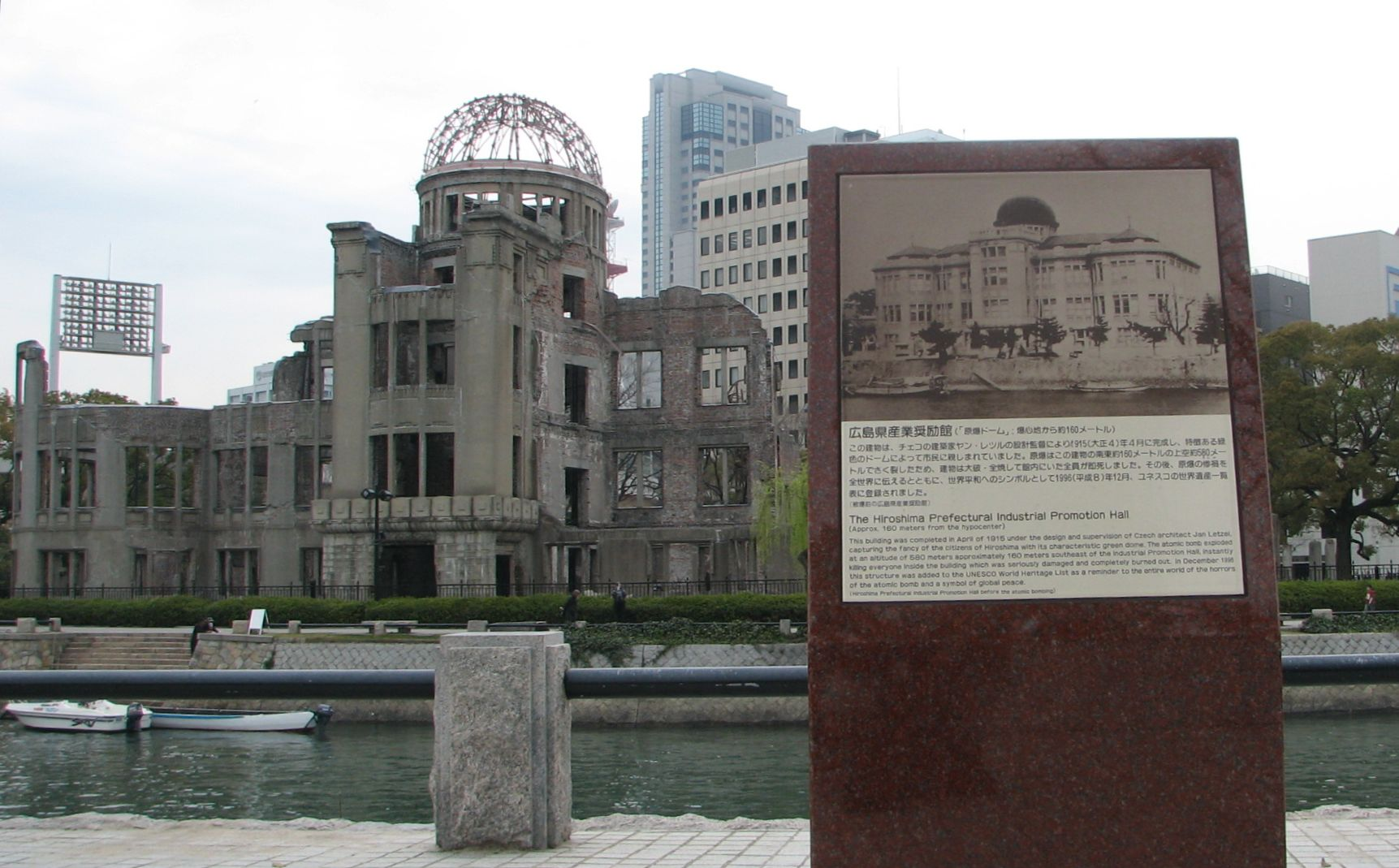
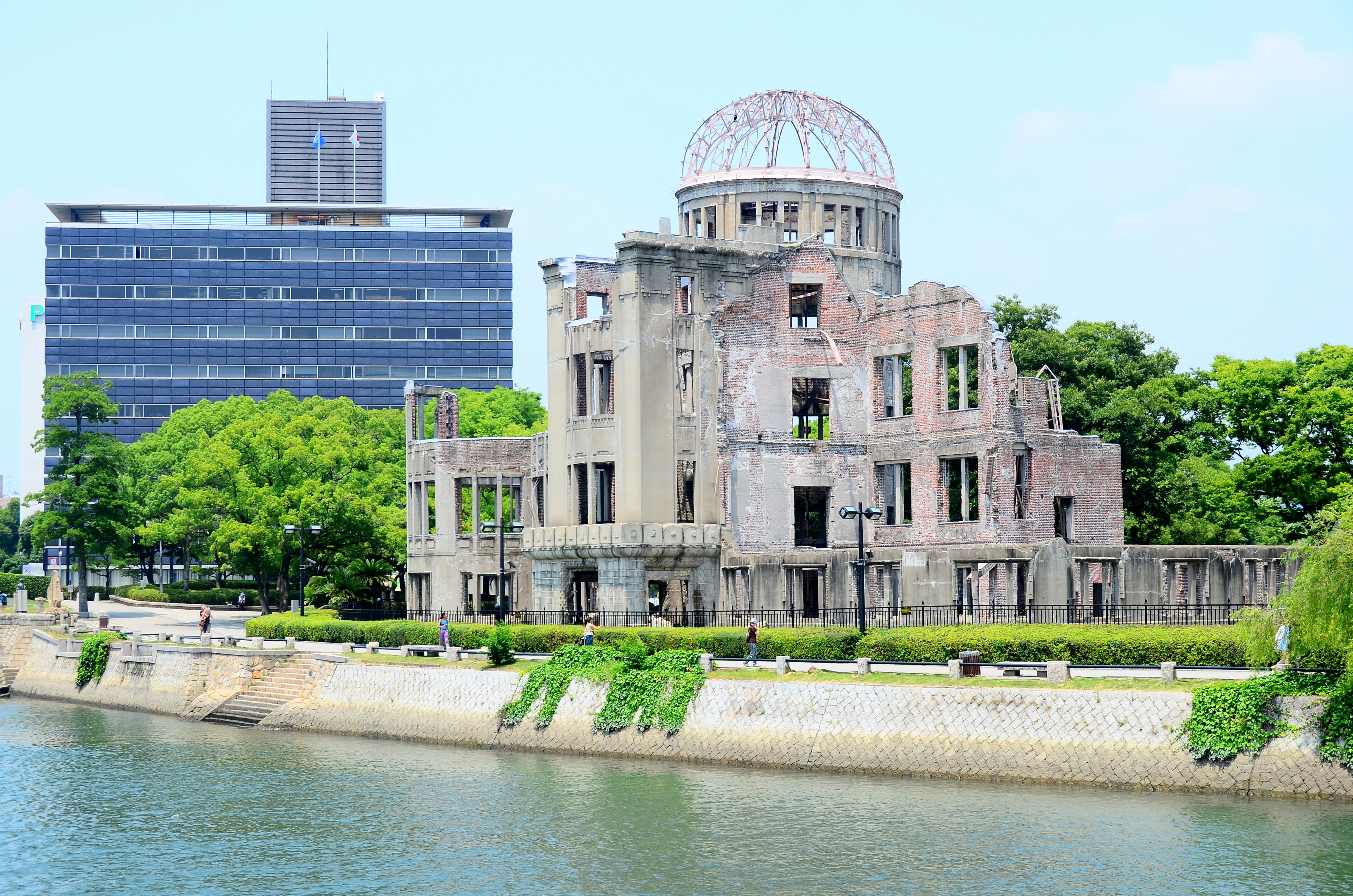